# ハーレクイン症候群
ハーレクイン症候群は、上胸部、首、顔面において、非対称性の発汗と紅潮を呈する状態である。ハーレクイン症候群は自律神経系の障害とされる。自律神経系は発汗、血管拡張・収縮、瞳孔反射などの体の不随意的な生理学的プロセスを制御する。 この症候群の患者は、通常、顔面、腕、胸部の片側で発汗や皮膚潮紅が起こらなくなる。これはどの年齢で発症する可能性のある自律神経障害である。ハーレクイン症候群の症状は、激しい運動、暖かい環境、感情の昂ぶりで出現しやすい。体の一方は、状況に応じて適切に発汗と潮紅が生じるのに対し、もう一方ではそのような反応が起こらない。

## 症状
ハーレクイン徴候は、通常、熱への曝露や激しい運動の後に生じる顔面、首、上部胸部の片側性の紅潮と発汗である。 ホルネル症候群という、同じく交感神経系に関連する問題が、ハーレクイン症候群と共に見られることが多い。ハーレクイン症候群は自律神経系の機能障害に関連しているため、この機能障害の主な症状は以下の通りである：顔面、首、または上部胸部の片側における発汗（無汗症）と紅潮の欠如。さらに、他の症状には群発頭痛、流涙、鼻汁、縮瞳、頸部の筋力低下、片側の眼瞼下垂が含まれる。

## 原因
ハーレクイン症候群の考えられる原因の一つは、頸部交感神経の節前節後線維と毛様体神経節の副交感神経ニューロンの病変である。 また、胸椎のねじれによって、前根動脈の閉塞が起こり、ハーレクイン症候群を引き起こす可能性もあると考えられている。 脱神経側の交感神経活動欠損により、無汗症が生じる。ホルネル症候群の患者もこの状態を呈することがある。脱神経側の副交感神経活動欠損により、反対側の皮膚潮紅がより顕著となる。健常側の反応が正常なのか過剰なのかは不明だが、これは体が障害側を補償し恒常性を維持しようとする試みの結果である可能性があると考えられている。
ハーレクイン症候群は、片側の内視鏡下交感神経切除術の結果として生じることもある。また、静脈脱血・動脈送血の体外式膜型人工肺（PCPS）の合併症としても観察される。これには上半身と下半身の低酸素血症（血液中の酸素濃度の低下）の差異が関与する。

## 診断
ハーレクイン症候群の診断は、その一貫した徴候と症状を示す場合になされる。さらに、ホルネル症候群、アディー症候群、ロス症候群などの類似の障害を除外するためにMRI検査が必要なことがある。また、臨床医が自律神経機能検査を実施して外傷性の原因を除外することも重要である。 そのような検査には、ヘッドアップティルト試験、起立性血圧測定、ヘッドアップ試験、バルサルバ法、体温調節性発汗検査、腱反射テスト、心電図が含まれる。器質的疾患を除外するために心臓と肺のCTスキャンも実施されることがある。 

## 治療と予後

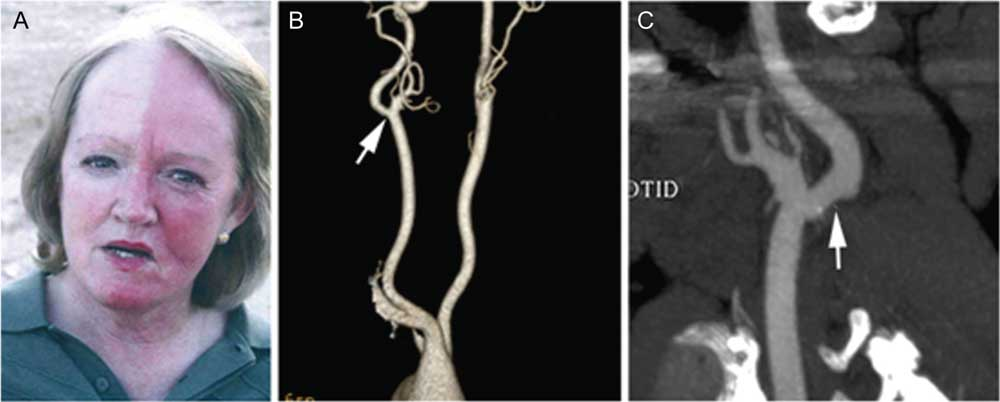
ハーレクイン症候群は交感神経神経支配の障害によって起こる。

ハーレクイン症候群は生活機能を損なうものではないため、通常は治療を必要としない。 患者が社会的に恥ずかしさを感じる場合、対側の交感神経遮断術が検討されることがあるが、他の部分の代償性の紅潮と発汗が生じる可能性がある。 対側の交感神経遮断術では、顔面の紅潮を引き起こす神経束が遮断される。この処置により、顔面の両側で紅潮や発汗が起こらなくなる。この治療は症候群に関連して生活に重度の支障を来している人にのみ推奨される。

## 疫学
ハーレクイン症候群はアメリカ合衆国での罹患者数は1000人未満である。 発生頻度は100万人に1人未満と報告されている。

## 研究
2016年8月、ボツリヌス毒素がシナプス前ニューロンからのアセチルコリン放出を遮断する方法として使用された。片側の紅潮は減少したが、発汗は残った。
手術後にこの症候群を発症した症例シリーズ報告がある。転移性がんを持つ37歳と58歳の女性患者2名が、髄腔内ポンプ薬物送達システムの埋め込みを予定されていた。髄腔内ポンプが設置された後、特定の薬剤が患者に投与された。薬剤が投与されると、両患者ともハーレクイン症候群に酷似した片側性の顔面紅潮を示した。神経学的検査の結果、神経は無傷であることが確認された。MRIでは、出血や神経圧迫の明らかな証拠は示されなかった。16時間の綿密な観察の後、ハーレクイン症候群の症状は軽減し、両患者ともその後の発作は見られなかった。
運動中または熱への曝露後に片側性の皮膚潮紅を示した6歳の男児の症例も報告されている。 バイタルサイン、臨床検査、CTスキャンは正常だった。症状は潮紅に加えて、右瞳孔径は1.5mm、左瞳孔径は2.5mmだった。しかし、眼瞼下垂、縮瞳、または眼球突出は認められなかった。 脳や脊髄付近の病変を除外するためにMRIスキャンも行われた。異常は認められず、患者は治療を受けなかった。患者は特発性ハーレクイン症候群と診断された。

## 語源
この症候群の名称は、患者の半分だけ紅潮した顔が色鮮やかな道化師（ハーレクイン）の仮面に似ていることから病名の着想を得たLanceとDrummondによるものである。